# آلويا
آلويا (بالإنجليزية: Aloja, Latvia)‏ هي مدينة تقع في لاتفيا في بلدية ألويا ‏. يقدر عدد سكانها بـ 2,700 نسمة ومساحتها 2.76 كم2 .

## معرض صور

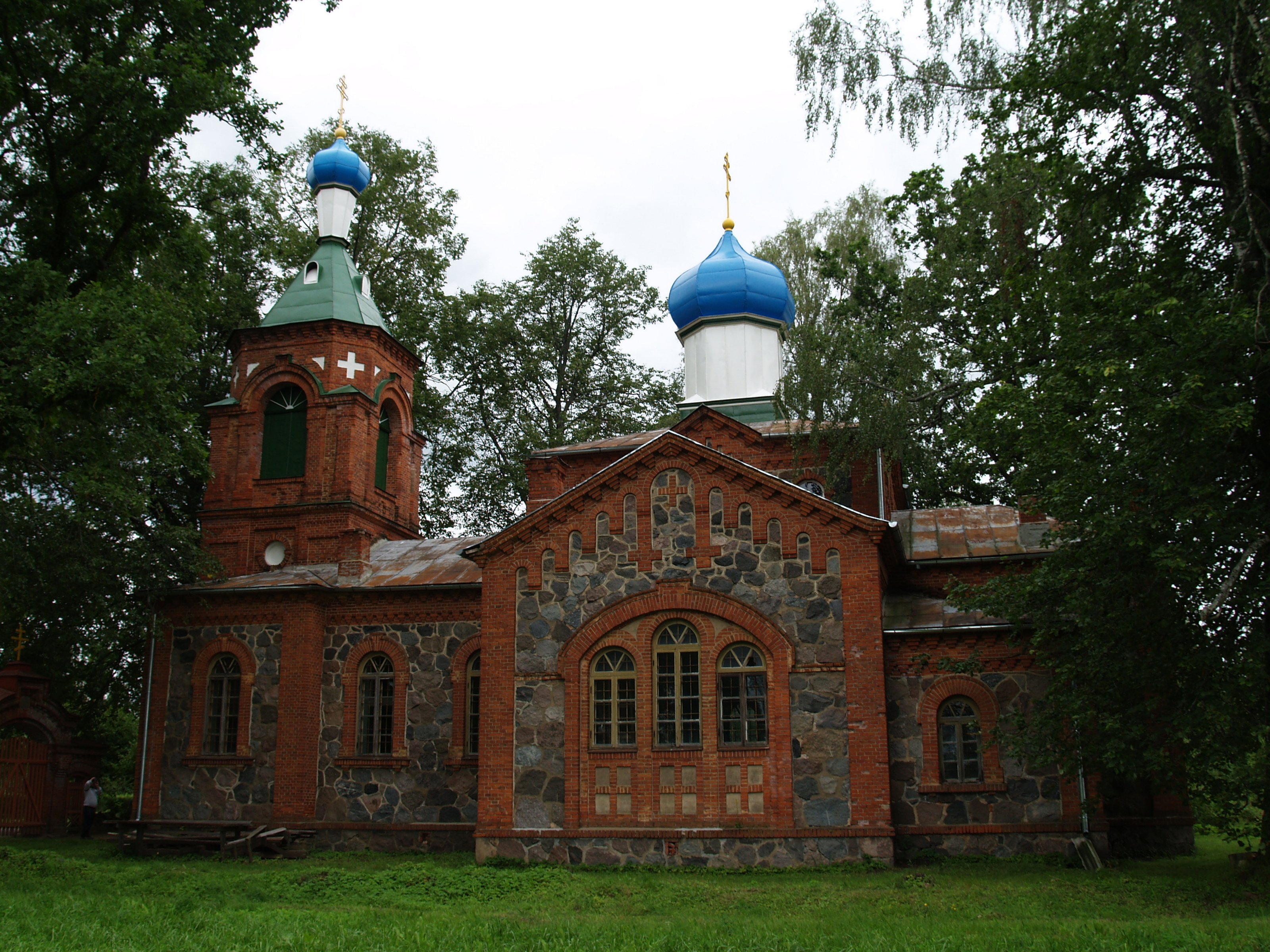
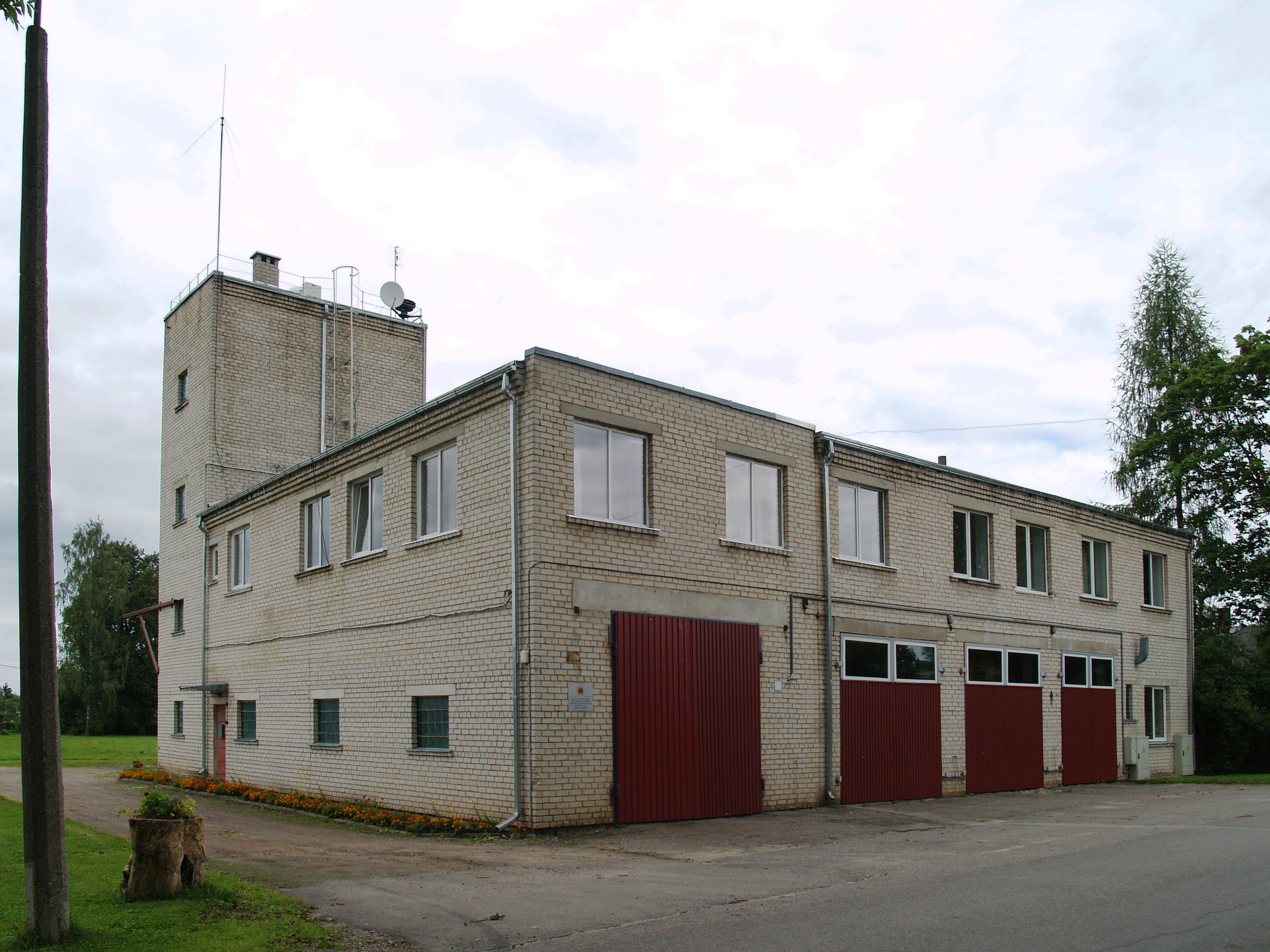
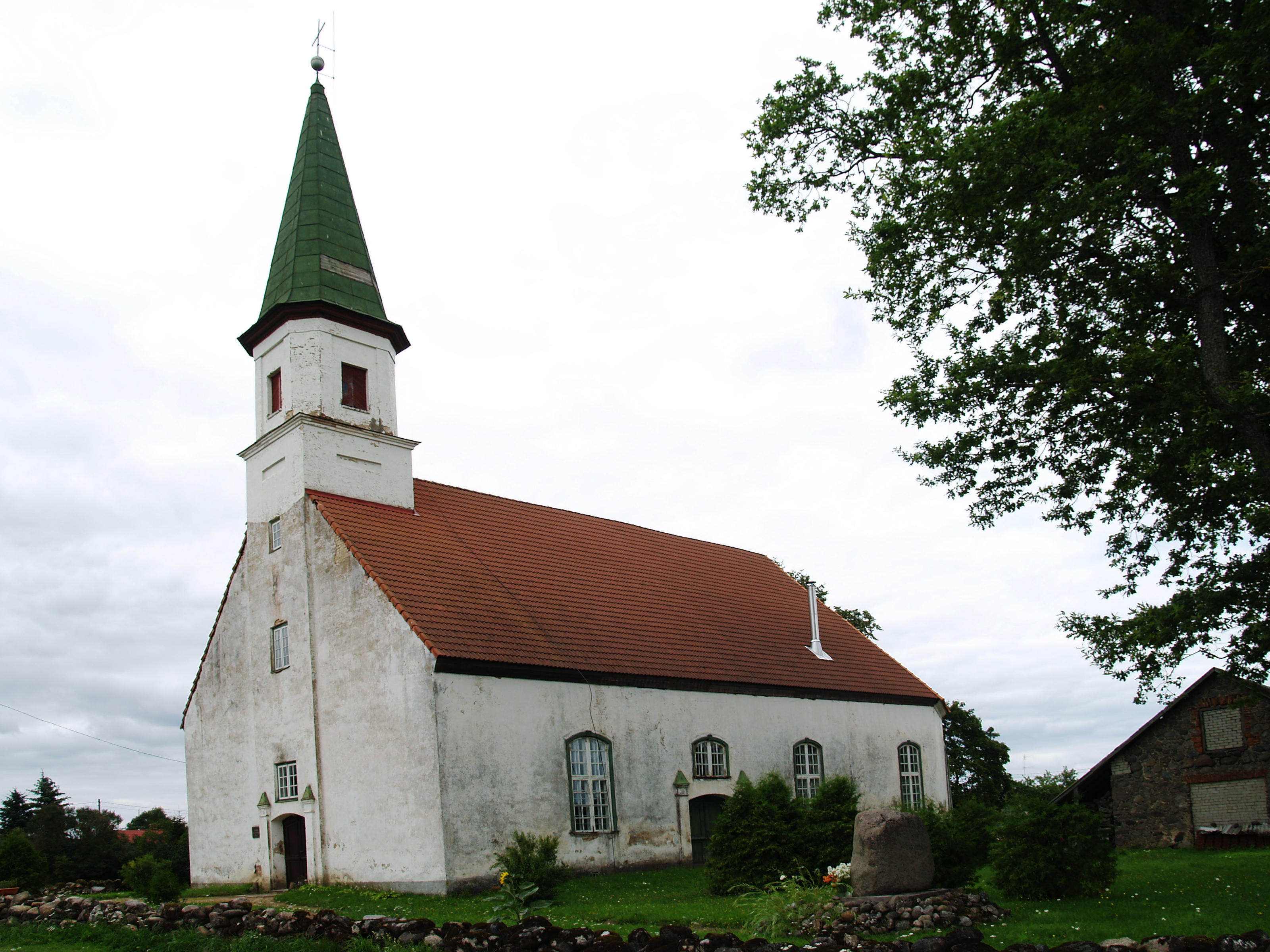
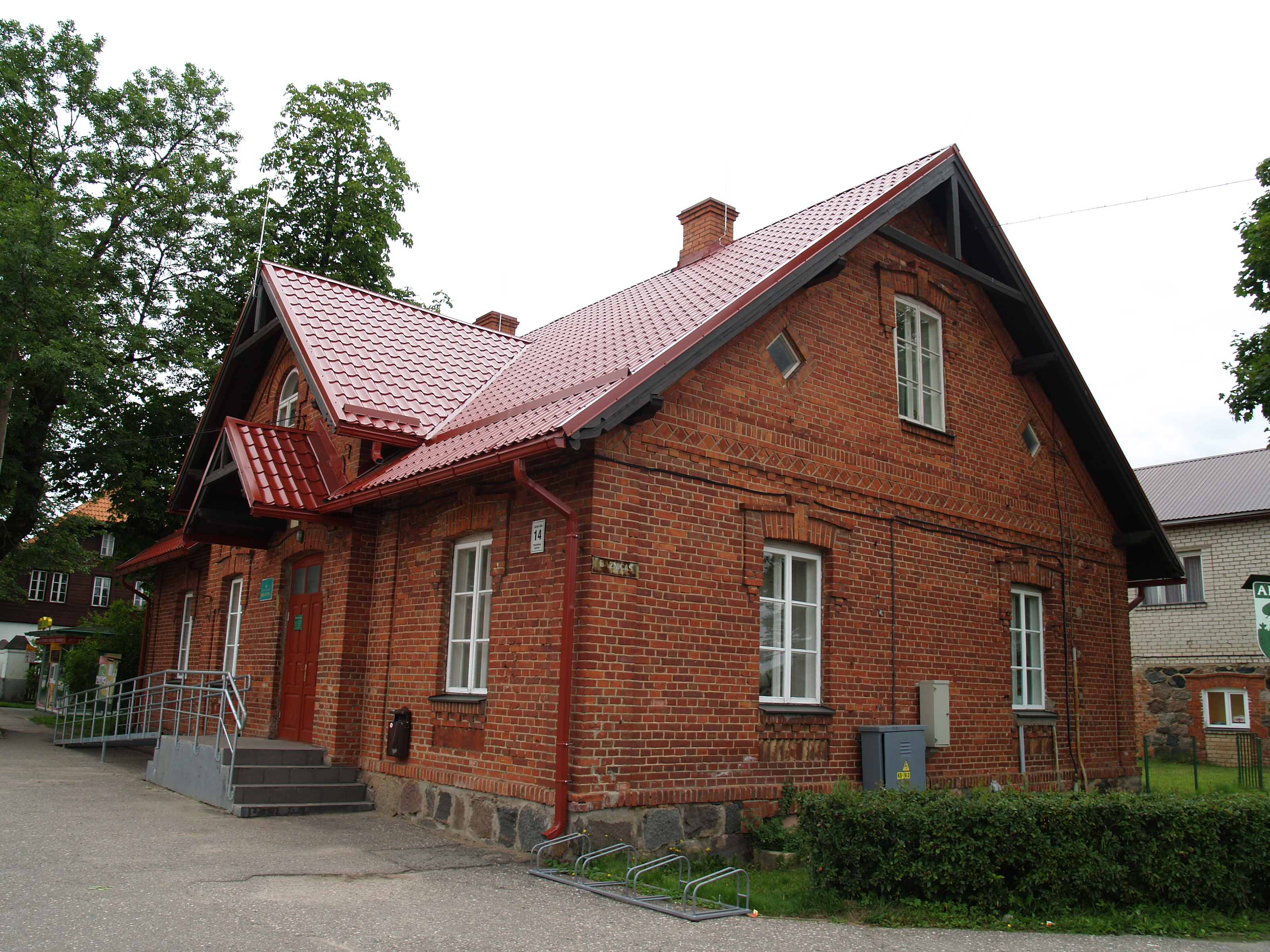